# Блато на Цетини
Блато на Цетини је насељено место у саставу града Омиша, Сплитско-далматинска жупанија, Република Хрватска.

## Историја
До територијалне реорганизације у Хрватској налазило се у саставу старе општине Омиш.

## Становништво
На попису становништва 2011. године, Блато на Цетини је имало 465 становника.
| Број становника по пописима | Број становника по пописима | Број становника по пописима | Број становника по пописима | Број становника по пописима | Број становника по пописима | Број становника по пописима | Број становника по пописима | Број становника по пописима | Број становника по пописима | Број становника по пописима | Број становника по пописима | Број становника по пописима | Број становника по пописима | Број становника по пописима | Број становника по пописима |
| --------------------------- | --------------------------- | --------------------------- | --------------------------- | --------------------------- | --------------------------- | --------------------------- | --------------------------- | --------------------------- | --------------------------- | --------------------------- | --------------------------- | --------------------------- | --------------------------- | --------------------------- | --------------------------- |
| 1857                        | 1869                        | 1880                        | 1890                        | 1900                        | 1910                        | 1921                        | 1931                        | 1948                        | 1953                        | 1961                        | 1971                        | 1981                        | 1991                        | 2001                        | 2011                        |
| 658                         | 725                         | 749                         | 807                         | 948                         | 1.030                       | 1.193                       | 1.135                       | 1.062                       | 1.084                       | 1.104                       | 1.116                       | 848                         | 760                         | 573                         | 465                         |

Напомена: До 1921. исказивано под именом Блато.

### Попис1991.
На попису становништва 1991. године, насељено место Блато на Цетини је имало 760 становника, следећег националног састава:
| Попис 1991.‍ | Попис 1991.‍ | Попис 1991.‍ | Попис 1991.‍ | Попис 1991.‍ |
| ----------- | ----------- | ----------- | ----------- | ----------- |
|             |             |             |             |             |
| Хрвати      | Хрвати      |             | 758         | 99,73%      |
| Муслимани   | Муслимани   |             | 1           | 0,13%       |
| Немци       | Немци       |             | 1           | 0,13%       |
| укупно: 760 |             |             |             |             |